# Landschaftsschutzgebiet Landwirtschaftliche Vorrangflächen zwischen Altenhellefeld, Grevenstein und Visbeck
Das Landschaftsschutzgebiet Landwirtschaftliche Vorrangflächen zwischen Altenhellefeld, Grevenstein und Visbeck mit 160,2 ha Flächengröße liegt im Stadtgebiet von Sundern im Hochsauerlandkreis. Es war 1993 im Landschaftsplan Sundern Teil des Landschaftsschutzgebiets Sundern. Bei der Neuaufstellung des Landschaftsplans Sundern wurde es 2019 als Landschaftsschutzgebiet vom Typ B – Ortsrandlagen, Landschaftscharakter ausgewiesen und deutlich vergrößert.

## Beschreibung
Das LSG liegt östlich bzw. südöstlich Altenhellefeld am Siedlungsrand. Es gehört zum Naturpark Sauerland-Rothaargebirge und umfasst Ackerflächen sowie Grünland.

## Schutzzweck
Die Ausweisung erfolgte u. a. zur Sicherung der Vielfalt und Eigenart der Landschaft im Nahbereich der Ortslage sowie in alten landwirtschaftlichen Vorranggebieten insbesondere durch deren Offenhaltung; Erhaltung der Leistungsfähigkeit des Naturhaushalts hinsichtlich seines Artenspektrums und der Nutzungsfähigkeit der Naturgüter.

## Rechtliche Vorschriften
Wie in den anderen Landschaftsschutzgebieten vom Typ B im Stadtgebiet besteht im LSG ein Verbot, Bauwerke zu errichten. Vom Verbot ausgenommen sind Bauvorhaben für Gartenbaubetriebe, Land- und Forstwirtschaft. Die Untere Naturschutzbehörde kann Ausnahme-Genehmigungen für Bauten aller Art erteilen. Wie in den anderen Landschaftsschutzgebieten vom Typ B in Sundern besteht im LSG ein Verbot der Erstaufforstung und Weihnachtsbaum-, Schmuckreisig- und Baumschul-Kulturen anzulegen.
Wie für alle Landschaftsschutzgebiete vom Typ B im Landschaftsplangebiet wurde das Gebot erlassen das Gebiet durch landwirtschaftlichen Nutzung oder durch geeignete Pflegemaßnahmen von Bewaldung freizuhalten.